# Congressional Hispanic Caucus
Der Congressional Hispanic Caucus ist eine Vereinigung hispanischer Mitglieder des Kongresses der Vereinigten Staaten von Amerika. Der 1976 gegründete Caucus spaltete sich in den 1990er Jahren auf, als viele Republikaner den Caucus verließen und in die 2003 gegründete Congressional Hispanic Conference gingen. Der Caucus ist zwar immer noch offiziell überparteilich, doch alle Mitglieder gehören der demokratischen Partei an und als sich 2017 republikanische Abgeordnete Carlos Curbelo zur Aufnahme bewarb, wurde dieser abgelehnt, weshalb man sagen kann, dass der Caucus eigentlich Teil der demokratischen Fraktionen (House Democratic Caucus und Democratic Caucus of the United States Senate) ist.

## Mitglieder

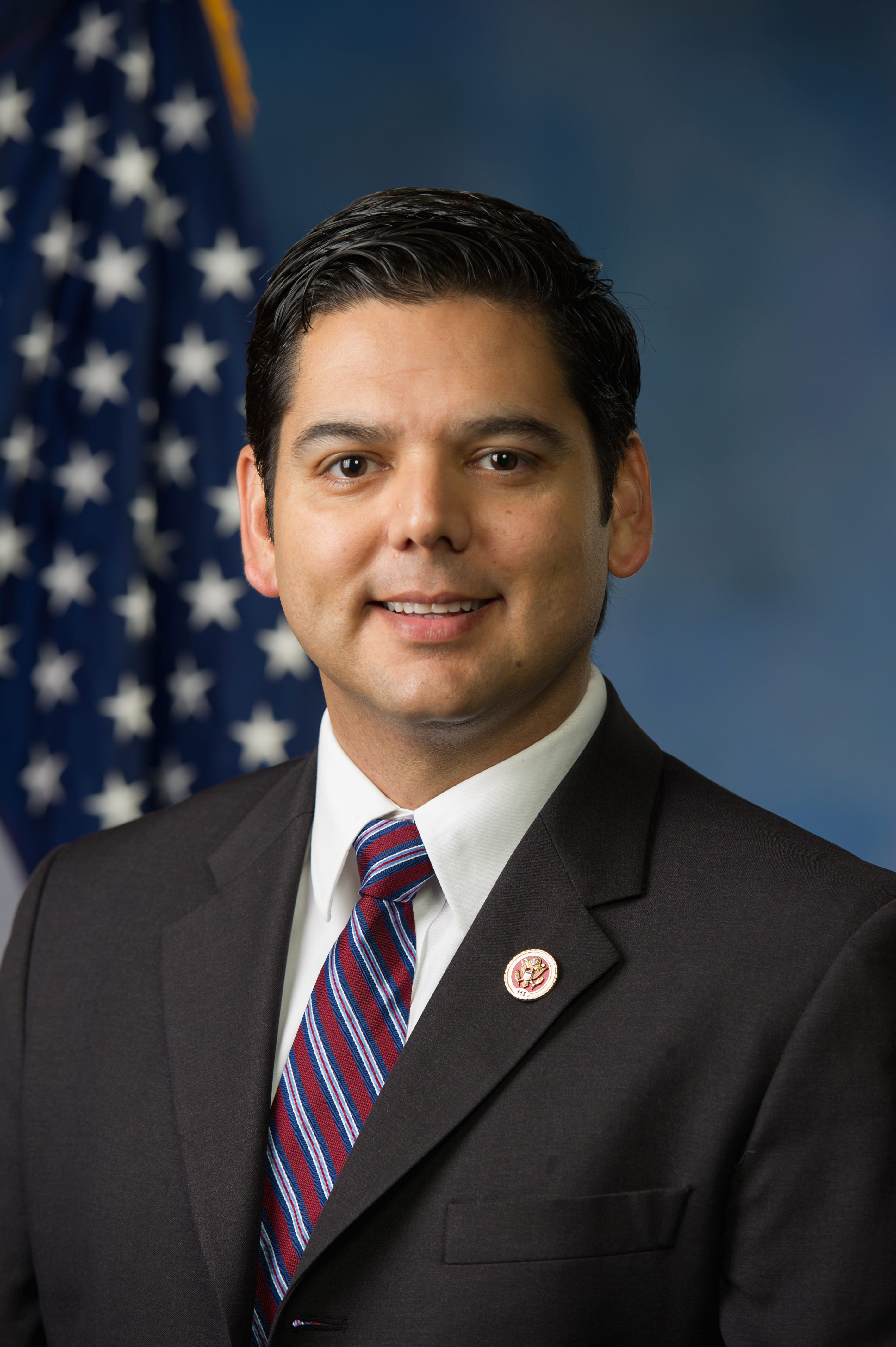
Der derzeitige Vorsitzende Raul Ruiz

### Führung im 117. Kongress
- Vorsitzende: Raul Ruiz, M.D. (CA-36) (D)
- 1. Vize-Vorsitzende: Nanette Diaz Barragán (CA-44) (D)
- 2. Vize-Vorsitzender: Adriano Espaillat (NY-13) (D)
- Whip: Darren Soto (FL-9) (D)
- Freshman Representative: Teresa Leger Fernandez (NM-3) (D)[3]

### Weitere Mitglieder im 117. Kongress

#### US-Senat
Kalifornien:
- Alex Padilla (D-CA)

Nevada:
- Catherine Cortez Masto (D-NV)

New Jersey:
- Bob Menendez (D-NJ)

New Mexico:
- Ben R. Luján (D-NM)[3]

#### Repräsentantenhaus der Vereinigten Staaten
Arizona:
- Raúl Grijalva (AZ-3) (D)
- Ruben Gallego (AZ-7) (D)

Kalifornien:
- Jim Costa (CA-16) (D)
- Salud Carbajal (CA-24) (D)
- Tony Cardenas (CA-29) (D)
- Pete Aguilar (CA-31) (D)
- Grace Napolitano (CA-32) (D)
- Jimmy Gomez (CA-34) (D)
- Norma Torres (CA-35) (D)
- Linda Sánchez (CA-38) (D)
- Lucille Roybal-Allard (CA-40) (D)
- Lou Correa (CA-46) (D)
- Mike Levin (CA-49) (D)
- Juan Vargas (CA-51) (D)

Guam:
- Michael San Nicolas (Guam-At large) (D)

Illinois:
- Chuy Garcia (IL-4) (D)

Massachusetts:
- Lori Trahan (MA-3) (D)

New Jersey:
- Albio Sires (NJ-8) (D)

New York:
- Nydia Velázquez (NY-7) (D)
- Alexandria Ocasio-Cortez (NY-14) (D)
- Ritchie Torres (NY-15) (D)

Nördliche Marianen:
- Gregorio Sablan (MP-At large) (D)

Texas:
- Vicente González (TX-15) (D)
- Veronica Escobar (TX-16) (D)
- Henry Cuellar (TX-28) (D)
- Sylvia Garcia (TX-29) (D)
- Filemon Vela junior (TX-34) (D)[3]